# Henry Crew

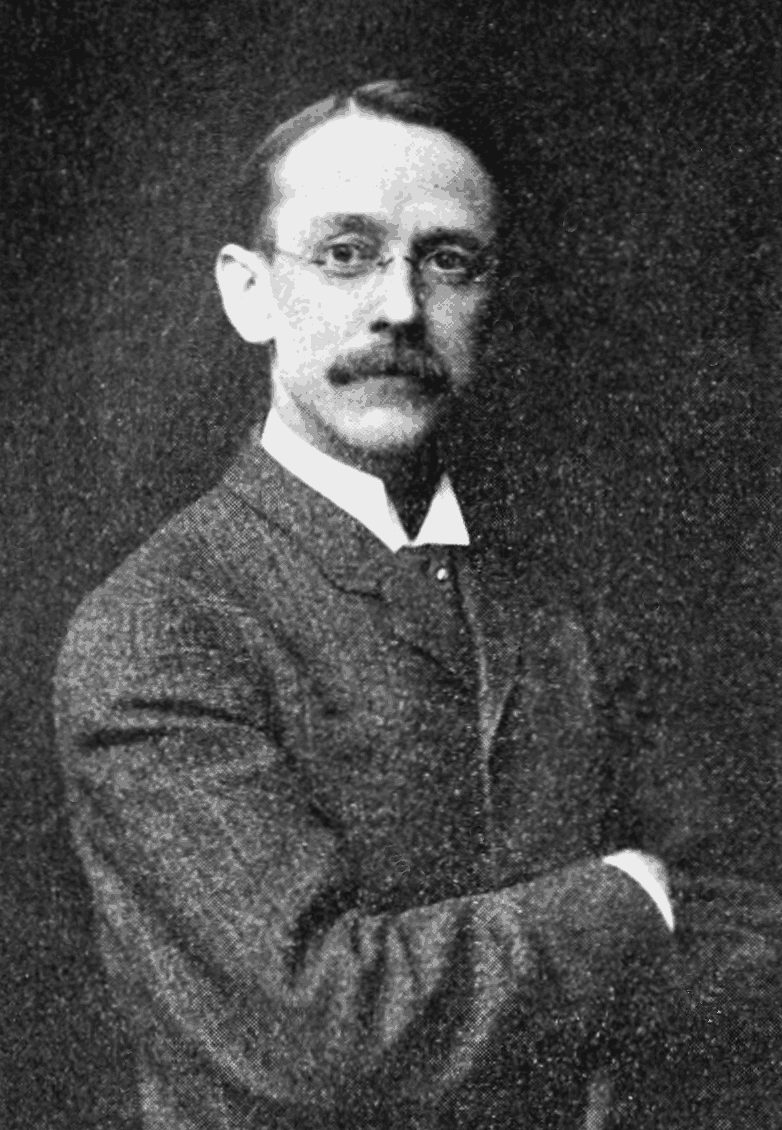
Henry Crew, etwa 1905/1906

Henry Crew (* 4. Juni 1859 in Richmond, Ohio; † 17. Februar 1953 in Evanston, Illinois) war ein US-amerikanischer Astrophysiker, der sich vor allem um die Physikdidaktik verdient gemacht hat.

## Leben und Wirken
Crew stammte aus einer Familie von Quäkern, sein Vater war Gemischtwarenhändler. Henry Crew studierte ab 1878 an der Princeton University Latein, Griechisch, Mathematik und Naturwissenschaften und erhielt 1882 hier einen Bachelor. Nach einem Graduiertenstudium in Princeton und einem Auslandsaufenthalt bei Hermann von Helmholtz und Gustav Robert Kirchhoff an der Friedrich-Wilhelms-Universität Berlin erwarb Crew 1887 bei Henry Augustus Rowland an der Johns Hopkins University einen Ph.D. in Physik.
Nach kurzen beruflichen Stationen als Wissenschaftlicher Assistent an der Johns Hopkins University, Dozent (Instructor) am Haverford College und Astronom am Lick-Observatorium der University of California erhielt Crew 1892 eine Professur an der Northwestern University, wo er bis zu seiner Emeritierung 1933 blieb. Ab 1930 war er aber freigestellt, um für die Weltausstellung 1933/34 in Chicago (A Century of Progress) die Halle der Wissenschaften vorzubereiten. Danach befasste sich Crew vor allem mit Wissenschaftsgeschichte. Er war viele Jahre Mitherausgeber des Astrophysical Journal.
1904 wurde Crew als Fellow in die American Association for the Advancement of Science, 1909 als Mitglied in die National Academy of Sciences, 1913 in die American Academy of Arts and Sciences gewählt, 1921 in die American Philosophical Society. 1909/1910 war Crew Präsident der American Physical Society, 1912/1913 Präsident der Illinois Academy of Science, 1914 Vizepräsident der American Association for the Advancement of Science. 1941 erhielt er die Oersted Medal der American Association of Physics Teachers. Crew war Ritter des Orden der Krone von Italien. Er hielt Ehrendoktorate folgender Universitäten: University of Michigan (1914), Princeton University (1922), Northwestern University (1937).
Henry Crew war seit 1890 mit Helen Coale Crew (1866–1941) verheiratet, das Paar hatte drei Kinder. Henry Crews Grab befindet sich auf dem Sugar Grove Cemetery in Wilmington, Ohio.

## Schriften
- The Elements of Physics (1899)
- Laboratory Manual of Physics (1902)
- General Physics (1908)
- The Principles of Mechanics (1908)
- Galileo Galilei: Two New Sciences (1914, als Übersetzer, mit Alfonso De Salvio)
- The Rise of Modern Physics (1928)
- The Photismi de Lumine of Maurolycus: A Chapter in Late Medieval Optics (1940)